# ラッカ
座標: 北緯35度57分 東経39度01分 / 北緯35.950度 東経39.017度
ラッカ（アラビア語: الرقة, ar-Raqqah, アッ・ラッカ、英語: Raqqa）は、シリア・アラブ共和国北部の都市。ラッカ県の県都。アレッポの160km東にあり、ユーフラテス川中流域の北岸に位置する。シリア内戦最中の2013年にISIL（イスラム国）に占領され、2014年の独立宣言以降はラッカを「首都」を宣言し、以降はISILの拠点となった。このため、シリア政府やロシア、アメリカ合衆国、フランス、ドイツ、ヨルダンなどの有志国による空爆作戦が展開され、2017年10月にシリアの反体制派グループシリア民主軍によってようやく陥落した。
ジャズィーラ地方（メソポタミア北部、現在のイラク北西部とシリア北東部にまたがる地域）西部の主要都市で、モースル、デリゾール、ハサカ、カーミシュリーなどと並びジャズィーラを代表する都市のひとつである。人口は190,000人から200,000人と推計されており、シリア第6位の都市。
ラッカはアレッポとデリゾールを結ぶ道路や鉄道が通り、ユーフラテス中流の農産物を集散する農業都市である。ラッカ西方にはユーフラテス川をせき止めたダム湖・アサド湖が広がる。ラッカのすぐ東で北からユーフラテスに合流する支流バリフ川があり二つの川沿いに農地が広がる。バリフ川を北へ遡るとトルコ領に入り、ハッラーンやウルファの平原に至る。

## 歴史

### 古代のキリスト教都市
ラッカ周辺は先史時代から人間の居住があったとみられ、大きな町も築かれてきた。ラッカ周辺の遺丘には、紀元前5500年から紀元前4000年の町が崩れた跡である遺丘テル・ゼイダン（Tell Zeidan, 市街の5キロ東）と、 中期青銅器時代（紀元前2000年から紀元前1600年）にさかのぼる町の跡であるテル・ビア（Tell Bi'a, 市街地の東に隣接）があるが、テル・ビアはバビロニアの古代都市トゥトゥル（トゥットゥル、Tuttul）であることが確認されている。
現代のラッカの町は、起源をヘレニズム期にさかのぼる。セレウコス朝の王セレウコス1世ニカトールはニケポリオン（Nikephorion, 古代ギリシア語: Νικηφόριον）という街を現在のラッカに建設した。その後継者セレウコス2世カリニコス（在位紀元前246年 - 紀元前225年）はニケポリオンを拡張し、自らの名にちなみカリニコス (Kallinikos, 古代ギリシア語: Καλλίνικος, ラテン語ではカリニクム Callinicum とも）と改名した。東ローマ帝国時代、皇帝レオ1世にちなんで短期間レオントゥポリス (Leontupolis) と改名されたが定着せず、カリニコスの名が使われ続けた。542年、サーサーン朝ペルシャのホスロー1世はメソポタミアに侵入してカリニコスを破壊したが、東ローマ皇帝ユスティニアヌス1世が再建した。サーサーン朝と東ローマの協定により、北メソポタミアのカリニクムとニシビス、およびアルメニアのアルタハタは数少ない国境を超える貿易の拠点となった。
6世紀、カリニコスはシリアの修道院制度の中心となり、市街の北の丘にある聖ザアカイ修道院 (Deir Mār Zakkā / Saint Zacchaeus Monastery) が高名だった。跡地には509年に遡るモザイクの碑文があり、これがおそらく修道院の創設の時期とみられる。この修道院は10世紀頃までの様々な資料に名が見られる。もう一つ重要な修道院は「柱の修道院」(Dairā d-Esţunā / Bīzūnā monastery) であり、9世紀ごろ、アッバース朝の西半分の都がラッカであった時期にはシリア正教会のアンティオキア総主教座は「柱の修道院」にあった。

### イスラムの進出とアッバース朝の宮殿

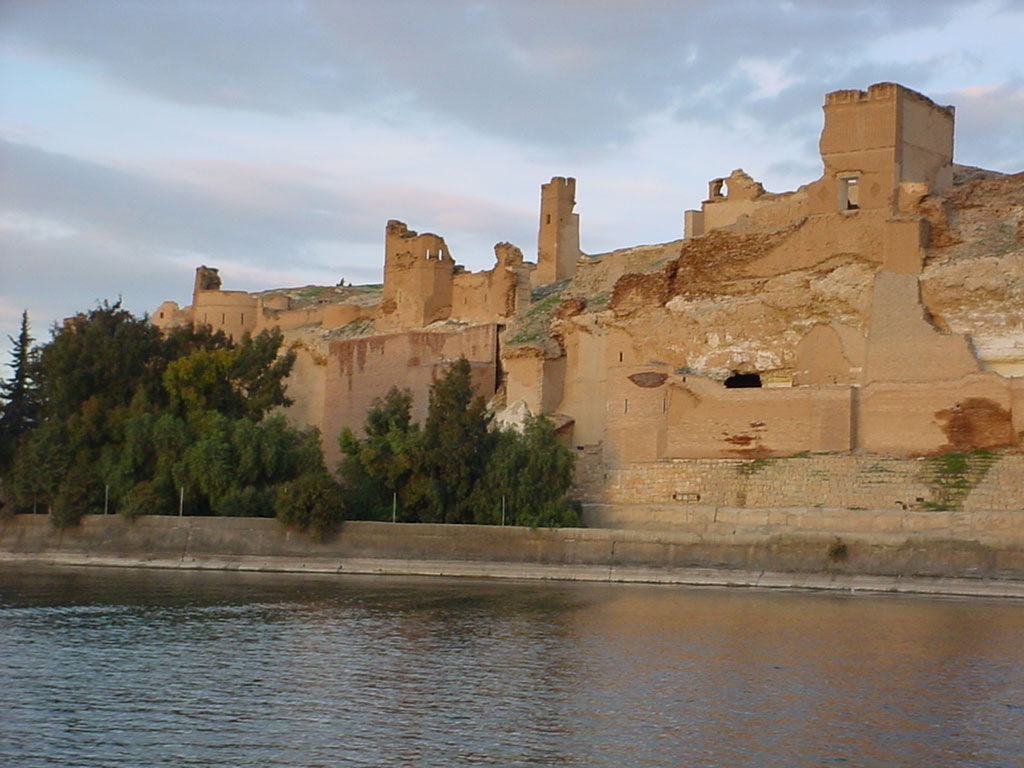
近郊のジャーバル城。ユーフラテス川の人造湖アサド湖に面しており、7世紀に最初の城塞が建築された。

639年、キリスト教の都市だったカリニコスはアラブ人たちによるイスラム帝国により陥落し、以後アラビア語の文書には現在の「アル・ラッカー」の名が登場するようになったが、シリア語文書では従来どおりカリニコスと表記された。640年、キリスト教徒が圧倒的多数を占めるラッカの街にジャズィーラ最初の会衆モスク（大モスク）が建てられ、信者が多く移り住むようになった。ラッカの戦略的重要性はウマイヤ朝末期・アッバース朝初期の戦乱期に高まった。ラッカはシリア地方とイラク地方を結ぶ十字路であり、南はタドムール（パルミラ）を通って大都市ダマスカスへ、北はハッラーンの街を通りカリフの臨時の在所であるアル＝ルサファ（ar-Rusafa、別名エデッサ、今日のトルコ領シャンルウルファ）へ、東はイラクやペルシャへ、西は東ローマ帝国との国境の戦場へと道が走る場所だからである。
771年、アッバース朝の第2代カリフマンスールは市街の200m西に、自身の持つホラーサーン人部隊の分遣隊の兵営都市を築き、アル＝ラフィカ (ar-Rāfiqah) と名づけた。その印象的な城壁は今も残り、アッバース朝の軍事力の強大さを物語る。
ラッカとラフィカは一つの大都市へと融合し、ウマイヤ朝の首都だったダマスカスよりも大きくなった。796年に第5代カリフハールーン・アッ＝ラシードは、ラッカ／ラフィカに宮殿を構えた。行政機能はバグダードに残したものの、治世のほとんどの期間である13年間に渡りカリフの居城が置かれ、中央アジアから北アフリカに広がる帝国の帝都となり、東ローマ帝国の侵攻に対する守りの拠点となった。ラッカは交通の便が良く、各地の軍隊への指令も容易で、後背地に豊かな農村を抱え大きな人口を支えることができたことが優れた点であった。
ラッカの宮殿は、双子都市ラッカ／ラフィカの北にある10平方kmの敷地を占めた。イスラム教法学の主要な学派・ハナフィー学派の創設者の一人シャイバーニーはラッカの裁判官であり、数学者・天文学者バッターニーはラッカで活躍した。ラッカの宮廷の輝きは、アブル・ファラジュ・イスファハーニーが編纂した『キターブ・アル・アガーニー』（Kitāb al-Aghāni、歌の書）のいくつかの詩に記録されている。現在では、宮殿跡地のはずれにある、東宮殿という名の修復された小さな建物が、アッバース朝建築の印象を伝えている。ラッカの西8kmには、未完成に終わったハールーン・アッ＝ラシードの時代の勝利記念碑、ヘラクラ (Heraqla) が残っている。これは、小アジアにある東ローマの都市ヘラクレイア征服を記念したものとされるが、これを天体に起こった出来事とを結びつける異論もある。記念碑は直径500mの円形の城壁の中央にある四角い建物に守られているが、建物の上部はハールーン・アッ＝ラシードがホラーサーンで急死したため未完成のままになった。アッバース朝の宮廷は809年バグダードに戻ったが、ラッカ／ラフィカはエジプトも含む帝国西半分の副都となった。

### 戦乱とラッカの衰退
9世紀末、エジプトおよびシリアで分立したトゥールーン朝がジャズィーラに侵攻し、アッバース朝と交戦が続いた。続いてシーア派過激派勢力カルマト派がシリアで反乱を起こしたため戦乱が続きラッカの繁栄は終わりを告げた。940年代、ベドウィン系のハムダーン朝がアッバース朝の政権を奪うとラッカは急速に衰えた。10世紀末から12世紀始めにかけ、ラッカはウカイル朝ほかベドウィン系王朝が支配した。

### 第二の全盛期とモンゴルによる破壊

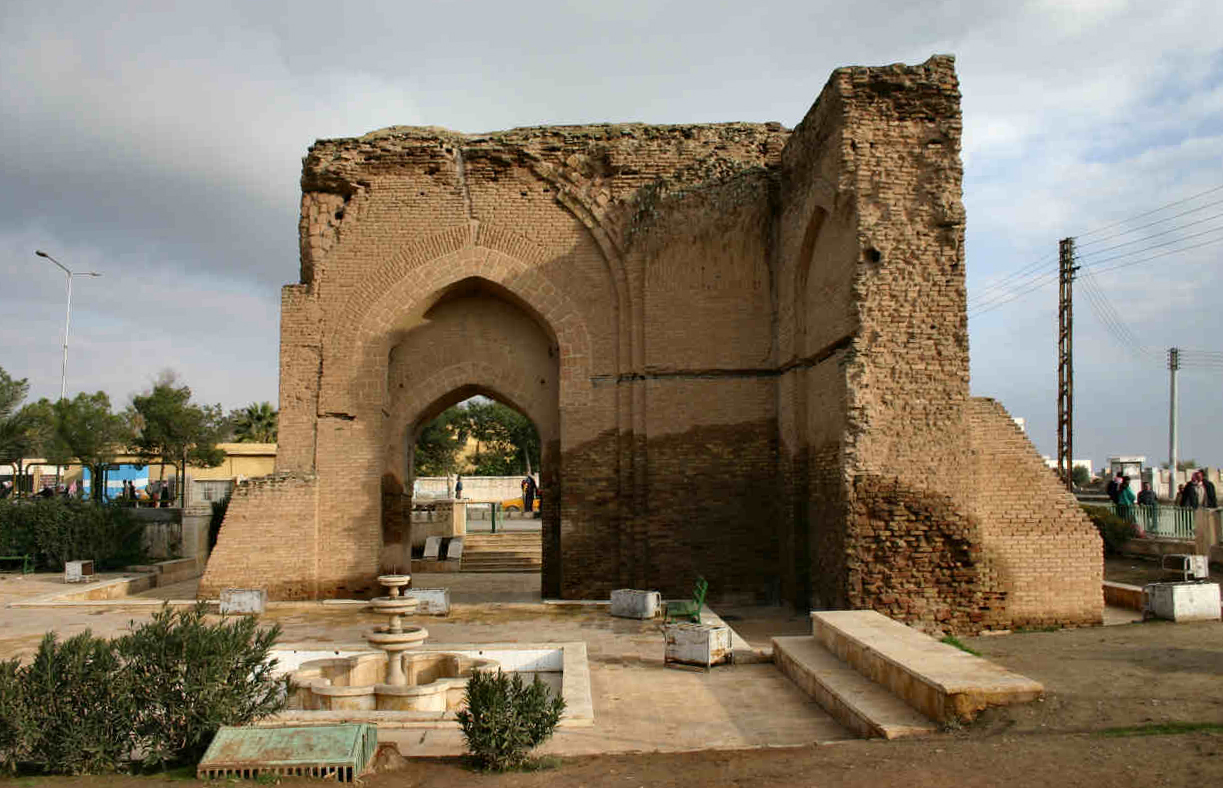
バグダード門の遺構

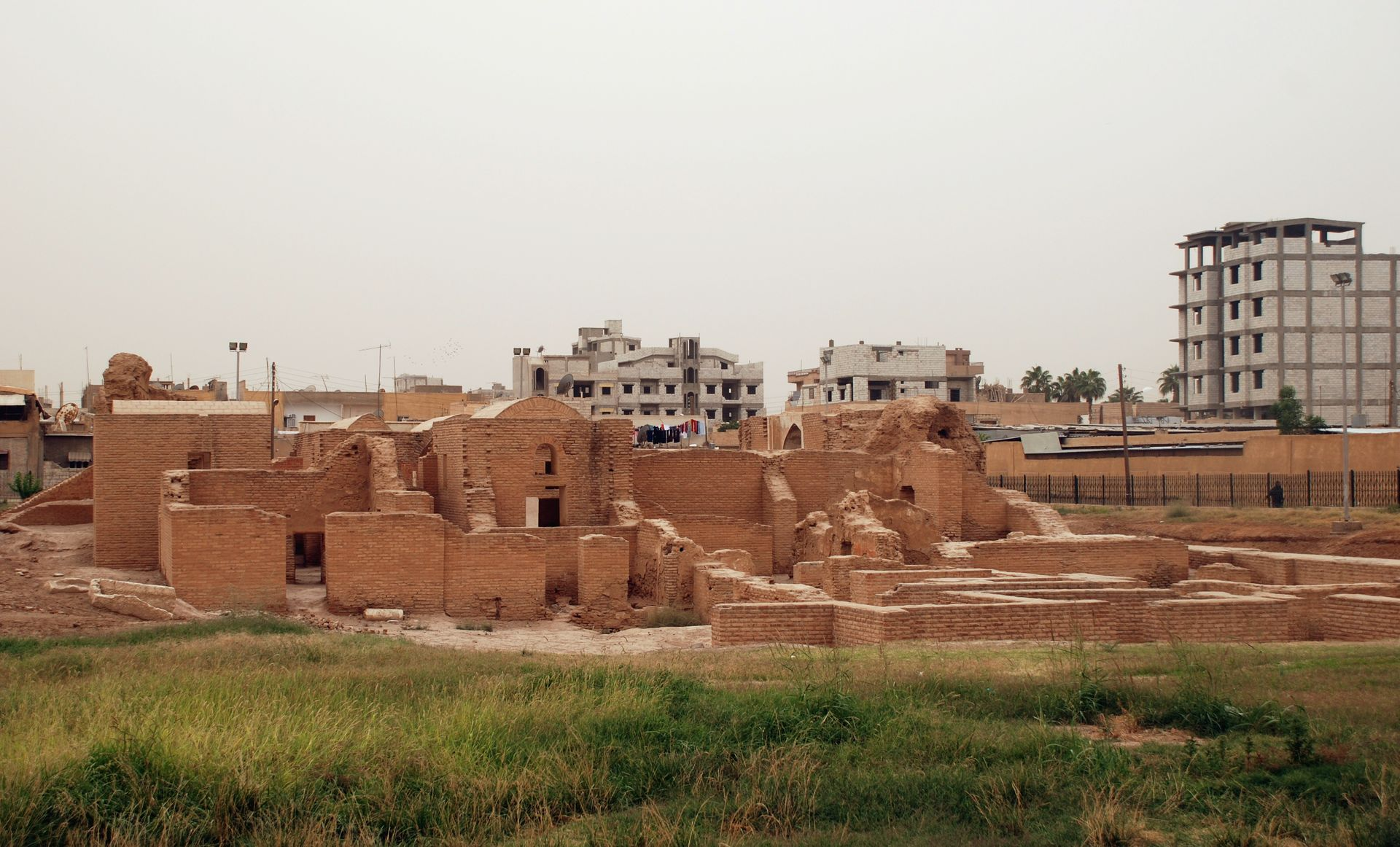
カスル・アル・バナート

12世紀半ばのザンギー支配下（ザンギー朝）から13世紀前半のアイユーブ朝初期にかけての時代、ラッカは農業と手工業の生産力をもとに第二の繁栄期を迎える。この時期、ラッカの名を世界に轟かせたのはラッカ・ウェア (Raqqa ware) と呼ばれる青い釉薬をかけた陶器であり、イスラム陶芸の中心地のひとつであった。ラッカに現存するバーブ・バグダード（バグダード門）とカスル・アル・バナート（Qasr al-Banāt、淑女の城）は、当時の大都市ラッカの繁栄振りを物語る。しかし1260年代、モンゴル帝国の侵入と徹底的な破壊でラッカの歴史は終わる。1288年の記録では、ラッカの街の廃墟にいた最後の生き残りの住民が殺されたとの報告がある。以後長い間ラッカは再建されなかった。ラッカの周囲では、この破壊でレサファ（セルジオポリス）やハッラーン（ハラン）といった古代に栄えた街も滅ぼされ、今日まで再建されないまま遺跡となっている。

### オスマン時代のラッカ再建
16世紀に入り、オスマン帝国がユーフラテス川沿岸のラッカに税関を置いたことで、ラッカの名が再び歴史に登場する。ラッカを中心にした新たな州「ラッカ州」が創設されたが、実際の州都は200km北の現トルコ領ウルファに置かれた。17世紀のオスマンの旅行者・作家 Evliyâ Çelebi は、ラッカではアラブ人とトルクメン人の遊牧民が廃墟の近くで宿営をしているだけだと書いている。1683年、城塞が部分的に再建されイェニチェリ軍団の分遣隊が置かれた。続く10年でラッカは部族定住政策の中心となった。
ラッカが再び都市となったのは1864年であり、最初は軍の前哨として、次はロシア帝国の北カフカス征服から逃れてきたムスリムのチェチェン人難民やベドウィンの元遊牧民の定住地として、住民が定着し始めた。

### フランス委任統治と独立後のラッカ
第一次世界大戦後、この一帯がフランス委任統治領シリアとなると行政府の建物が作られた（現在のラッカ博物館）。1946年のシリア独立後の1950年代には朝鮮戦争で世界的な綿花景気が発生するとラッカの農業は前例のない成長を見せ、ユーフラテス川中流域の再耕地化が進んだ。以来、綿花はラッカ地方の主農産物である。都市の成長は一方で、残っていた古代や中世の廃墟が掘り返されて失われてしまうことも意味した。アッバース朝の宮殿だった場所は現在ほとんど住宅地化し、古代・中世のラッカ市街地（現在のミシュラブ地区 Mishlab）やアッバース朝時代の工房地区（現在のアル＝ムフタルタ地区 al-Mukhtalţa）も宅地化してしまい、発掘は部分的にしか行われていない。12世紀の城塞は1950年代に撤去され現在では時計塔のある広場 (Dawwār as-Sā'a) になっている。1980年代に入り、宮殿地区の緊急発掘とアッバース朝時代の市壁やモスク、バグダード門、記念碑、カスル・アル・バナートなどの保存が始まっている。

### シリア内戦とISIL

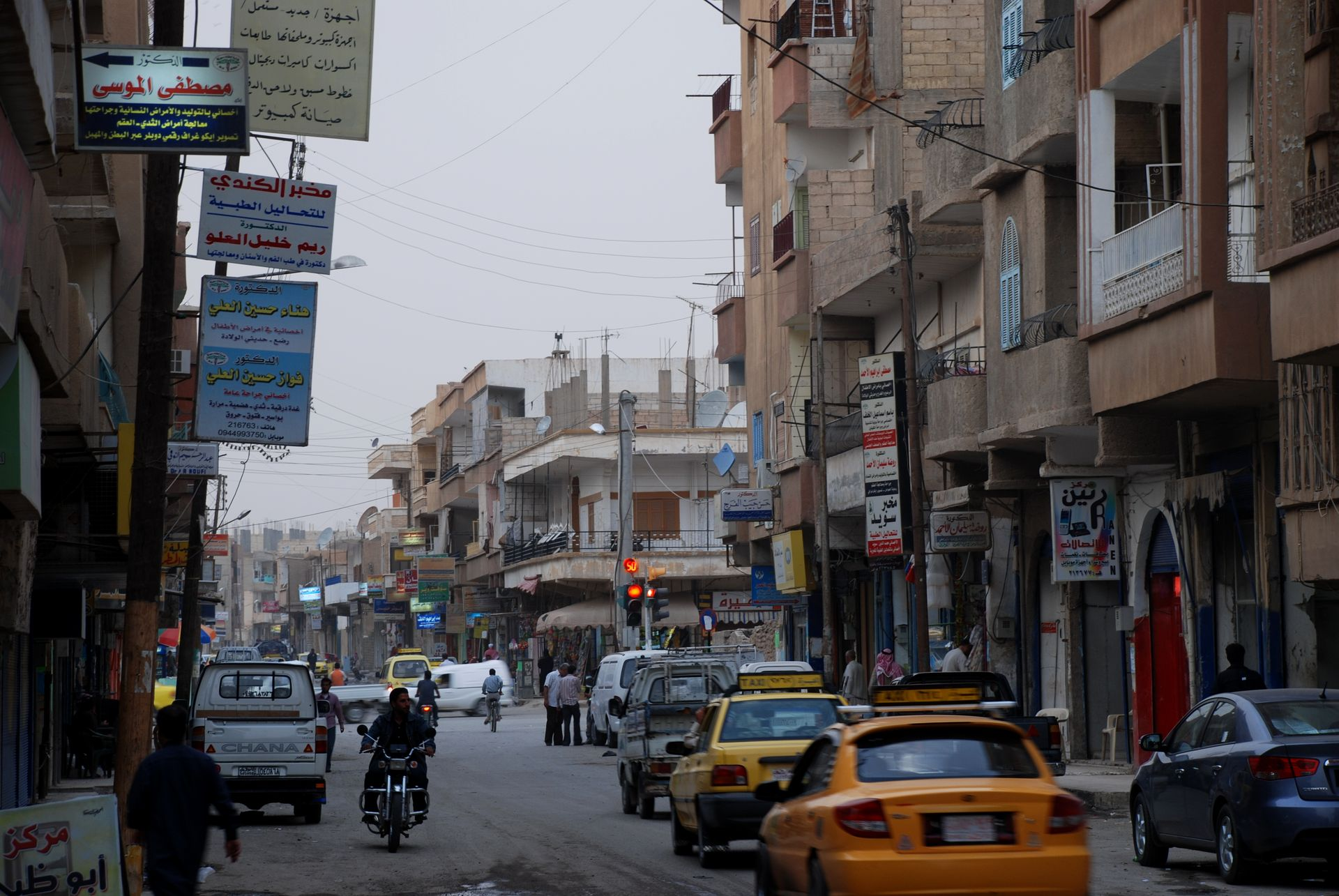
ラッカの市街地（2009年）

シリアの独立後、ラッカはシリア国内の他の主要都市から離れていることもあり、中東戦争やイスラエル等の隣国との小規模な争いの影響を受けることはほとんどなかったが、2011年に起きたシリア内戦で事態が一変した。アサド政権と反政府武装勢力がホムスやアレッポでの戦闘に集中する中、ラッカでは権力の空白に乗じたISILが勢力を拡大し、2014年1月にラッカを含む地域一帯をイスラム国として建国を宣言。ラッカを首都とし、ISILの一大拠点とした。同年8月末にはISILがアサド政権のラッカ県最後の拠点であったタブカ空軍基地を制圧した事で完全にISILによる支配が確立された。このためロシア軍とフランス軍を中心にしたISILに対する激しい空爆が行われた。

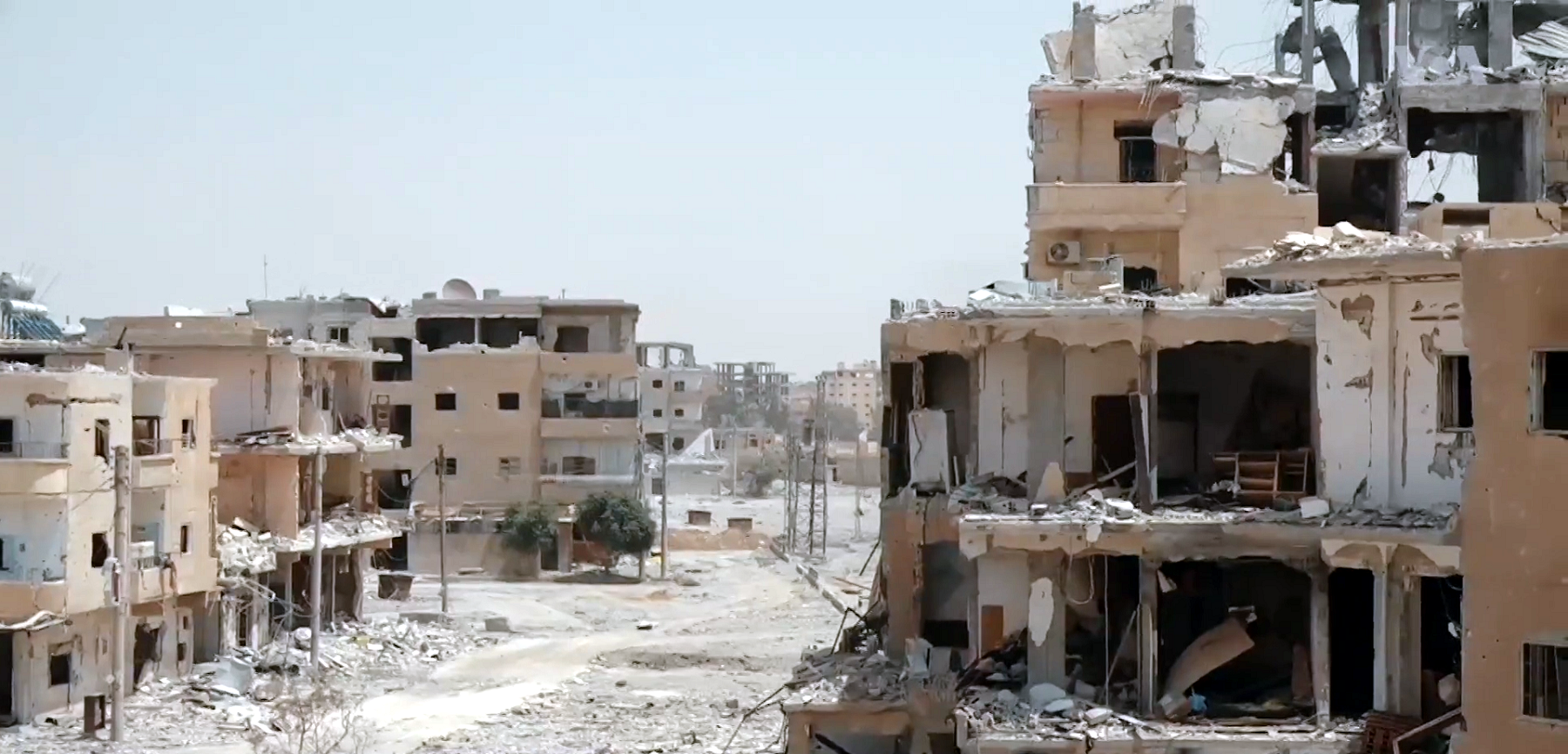
破壊されたラッカ（2017年8月）

2017年5月、アメリカから装甲車両の供給などの支援を受けているシリア民主軍がラッカへ攻勢を行うことを表明。6月29日、シリア民主軍は最後の退路を断ち、ラッカを完全包囲したと発表した。9月1日にはシリア民主軍の報道官がラッカの旧市街を解放したと発表。旧市街はISILが要塞化し激しく抵抗していた地域であった。9月20日、英国に拠点を置くNGO「シリア人権監視団」がシリア民主軍がラッカの90%を制圧したと発表し、10月17日にシリア民主軍はラッカを完全制圧したと宣言。軍事作戦を終了した。